# Премія Стіла
Пре́мія Сті́ла (англ. Steele Prize) — наукова нагорода, яка щорічно вручається Американським математичним товариством за видатні дослідження і праці в галузі математики. З 1993 року премію присуджують у трьох номінаціях.
Премію було засновано у 1970 році за заповітом Лероя Стіла (Leroy P. Steele), бакалавра Гарвардського університету. Процедура визначення лауреатів нагороди змінювалась у 1976 і 1993 роках, однак початкова мета — нагороджувати як оригінальні дослідження, так і описові роботи, — збереглась. Сума грошової винагороди становить 5000 доларів, премії вручаються не за національною ознакою, однак, зазвичай, лауреати є пов'язані з діяльністю у математиці в межах США та працями, опублікованими англійською.

## Лауреати премії до 1993 року
- 1992: Жак Діксм’є[en] за його книги: von Neumann Algebras (Algèbres de von Neumann), Gauthier-Villars, Paris (1957); C*-Algebras (Les C*-Algèbres et leurs Representations), Gauthier-Villars, Paris (1964); Enveloping Algebras (Algèbres Enveloppantes), Gauthier-Villars, Paris (1974).
- 1992: Джеймс Глімм[en] за статтю Solution in the large for nonlinear hyperbolic systems of conservation laws, Communications on Pure and Applied Mathematics, XVIII (1965), pp. 697—715.
- 1992: Пітер Лакс за його численні фундаментальні внески в теорію та застосування лінійних і нелінійних диференціальних рівнянь із частинними похідними та функціональний аналіз, за його лідерство в розвитку обчислювальної та прикладної математики, а також за його надзвичайний вплив як викладача.
- 1991: Франсуа Трев[en] за публікацію монографії Pseudodifferential and Fourier Integral Operators, Volumes 1 and 2 (Plenum Press, 1980).
- 1991: Еудженіо Калабі[en] за фундаментальну роботу з глобальної диференціальної геометрії, зокрема складної диференціальної геометрії.
- 1991: Арман Борель[en] за його значні внески в геометрію і топологію, теорію груп Лі, їх решіток і представлень та теорію автоморфних форм, теорію алгебраїчних груп і їх представлень
- 1990: Роберт Річмаєр[en] за його книгу Difference Methods for Initial-Value Problems (Interscience, 1st Edition 1957 and 2nd Edition, with K. Morton, 1967)
- 1990: Бертрам Костант[en] за його публікацію On the existence and irreducibility of certain series of representations, Lie Groups and their Representations (1975), pp. 231—329.
- 1990: Рауль Ботт[en] за те, що він зіграв важливу роль у зміні обличчя геометрії та топології, завдяки його проникливому внеску в характеристичні класи, K-теорію, теорію індексів та багато інших інструментів сучасної математики
- 1989: Деніел Горенстейн[en] за його книгу Finite Simple Groups, An Introduction to their Classification (Plenum Press, 1982); і дві оглядові статті The Classification of Finite Simple Groups and Classifying the Finite Simple Groups, Bulletin of the American Mathematical Society, volume 1 (1979) pp. 43–199, and volume 14 (1986) pp. 1–98, respectively.
- 1989: Альберто Кальдерон[en] за публікацію Uniqueness in the Cauchy Problem for Partial Differential Equations, American Journal of Mathematics, volume 80 (1958), pp. 16–36.
- 1989: Ірвайн Капланськи[en] за його тривалий вплив на математику, особливо математику в Америці. Своїм енергійним прикладом, захопливим викладанням та загальною щедрістю він справив разючі зміни в математиці та надихнув покоління молодих математиків.
- 1988: Сігурдур Гелгасон[en] за його монографії Differential Geometry and Symmetric Spaces (Academic Press, 1962), Differential Geometry, Lie Groups, and Symmetric Spaces (Academic Press, 1978); and Groups and Geometric Analysis (Academic Press, 1984)
- 1988: Джан-Карло Рота за його статтю On the foundations of combinatorial theory, I. Theory of Möbius functions, Zeitschrift für Wahrscheinlichkeitstheorie und Verwandte Gebiete, volume 2 (1964), pp. 340—368.
- 1988: Дін Монтгомері[en] за його тривалий вплив на математику, особливо математику в Америці. Він є одним із засновників сучасної теорії груп перетворень і особливо відомий своїм внеском у вирішення п'ятої проблеми Гільберта.
- 1987: Мартін Гарднер за його численні книги та статті з математики, зокрема за його рубрику «Математичні ігри» в Scientific American.
- 1987: Герберт Федерер[en] і Венделл Флемінг[en] за їхню новаторську статтю Normal and integral currents, Annals of Mathematics, volume 72 (1960), pp. 458—520.
- 1987: Самуель Ейленберг[en] за його фундаментальний внесок у топологію та алгебру, зокрема за його класичні роботи з сингулярної гомології та його роботу з теорії аксіоматичної гомології, яка мала глибокий вплив на розвиток алгебраїчної топології
- 1986: Дональд Кнут за його підручник The Art of Computer Programming, 3 Volumes (1st Edition 1968, 2nd Edition 1973)
- 1986: Сондерс Маклейн[en] за його численні внески в алгебру та алгебраїчну топологію, і зокрема за новаторську роботу в гомологічній і категоріальній алгебрі
- 1986: Рудольф Калман за його дві фундаментальні статті A new approach to linear filtering and prediction problems, Journal of Basic Engineering, volume 82, (1960), pp. 35–45; and Mathematical description of linear dynamical systems, SIAM Journal on Control and Optimization, volume 1 (1963), pp. 152—192; та його внесок у третю (with R. S. Bucy) New results in linear filtering and prediction theory, Journal of Basic Engineering, volume 83D (1961), pp. 95–108.
- 1985: Майкл Співак за його п'ятитомне видання A Comprehensive Introduction to Differential Geometry. second edition, Publish or Perish, 1979.
- 1985: Роберт Штейнберг[en] за три статті з різних аспектів теорії алгебраїчних груп: Representations of algebraic groups, Nagoya Mathematical Journal, volume 22 (1963), pp. 33–56; Regular elements of semisimple algebraic groups, Institut des Hautes Études Scientifiques, Publications Mathématiques, volume 25 (1965), pp. 49–80; and Endomorphisms of linear algebraic groups, Memoirs of the American Mathematical Society, volume 80 (1968).
- 1985: Гасслер Вітні[en] за його фундаментальну роботу з геометричних проблем, зокрема в загальній теорії многовидів, у вивченні диференційованих функцій на замкнутих множинах, в теорії геометричної інтеграції та в геометрії дотичних до сингулярного аналітичного простору.
- 1984: Еліас Стейн[en] за його книгу Singular integrals and the differentiability properties of functions, Princeton University Press (1970)
- 1984: Леннарт Карлесон за статті An interpolation problem for bounded analytic functions, American Journal of Mathematics, volume 80 (1958), pp. 921—930; Interpolation by bounded analytic functions and the Corona problem, Annals of Mathematics (2), volume 76 (1962), pp. 547—559; and On convergence and growth of partial sums of Fourier series, Acta Mathematica volume 116 (1966), pp. 135—157.
- 1984: Джозеф Лео Дуб[en] за його фундаментальну роботу зі становлення теорії ймовірності як розділу математики та за його глибокий вплив на її розвиток.
- 1983: Пол Халмош за його численні дипломні роботи з математики та за його статті про те, як писати, говорити та публікувати математику.
- 1983: Стівен Кліні за три важливі статті, які лягли в основу подальших розробок узагальненої теорії рекурсії та описової теорії множин: Arithmetical predicates and function quantifiers, Transactions of the American Mathematical Society 79 (1955), pp. 312—340; On the forms of the predicates in the theory of constructive ordinals (second paper), American Journal of Mathematics 77 (1955), pp. 405—428; and Hierarchies of number-theoretic predicates, Bulletin of the American Mathematical Society 61 (1955), pp. 193—213.
- 1983: Шіінг-Шен Черн за сукупний вплив його загальної математичної роботи, високий рівень досліджень протягом певного періоду часу, особливий вплив на розвиток галузі диференціальної геометрії та вплив на математику через дисертації докторів філософії.
- 1982: Ларс Альфорс за його підручник з комплексного аналізу (McGraw–Hill Book Company, New York, 1953) та лекції з квазіконформних відображень (D. Van Nostrand Co., Inc., New York, 1966) і з конформних інваріант (McGraw–Hill Book Company, New York, 1973).
- 1982: Ціт Юань Лам[en] за його редакційну роботу над книгою «Алгебраїчна теорія квадратичних форм» (1973) і чотири його публікації: K_0 and K_1-an introduction to algebraic K-theory (1975), Ten lectures on quadratic forms over fields (1977), Serre's conjecture (1978), and The theory of ordered fields (1980).
- 1982: Джон Мілнор за важливу публікацію On manifolds homeomorphic to the 7-sphere, Annals of Mathematics (2) 64 (1956), pp. 399—405.
- 1982: Фріц Джон[en] за сукупний вплив його загальної роботи у математиці, високий рівень досліджень протягом певного періоду часу, особливий вплив на розвиток галузі та вплив на математику через наукові роботи аспірантів.
- 1981: Оскар Зарицький за його роботу в алгебраїчній геометрії, особливо його фундаментальний внесок в алгебраїчні основи цього предмета
- 1981: Ебергард Гопф за три публікації фундаментального та тривалого значення: Abzweigung einer periodischen Lösung von einer stationären Lösung eines Differential systems, Berichte über die Verhandlungen der Sächsischen Akademie der Wissenschaften zu Leipzig. Mathematisch-Naturwissenschaftliche Klasse, volume 95 (1943), pp. 3–22; A mathematical example displaying features of turbulence, Communications on Applied Mathematics, volume 1 (1948), pp. 303—322; and The partial differential equation u_t + uu_x = u_{xx}, Communications on Pure and Applied Mathematics, volume 3 (1950), pp. 201—230
- 1981: Нельсон Данфорд[en] і Джейкоб Шварц[en] за їхню публікацію Linear operators, Part I, General theory, 1958; Part II, Spectral theory, 1963; Part III, Spectral operators, 1971, Interscience Publishers, New York.
- 1980: Андре Вейль за загальний вплив його праць на загальний курс математики двадцятого століття, особливо в багатьох сферах, у які він зробив фундаментальний внесок.
- 1980: Гарольд Едвардс[en] за його підручники Riemann's zeta function, Pure and Applied Mathematics, number 58, Academic Press, New York and London, 1974; та Fermat's last theorem, Graduate Texts in Mathematics, number 50, Springer-Verlag, New York and Berlin, 1977.
- 1980: Герхард Гохшильд[en] за його значну роботу в галузі гомологічної алгебри та її застосувань.
- 1979: Антоній Зигмунд за його кумулятивний вплив на теорію рядів Фур'є, дійсних змінних і суміжні області аналізу.
- 1979: Робін Гартсгорн[en] за його статтю Equivalence relations on algebraic cycles and subvarieties of small codimension, Proceedings of Symposia in Pure Mathematics, volume 29, American Mathematical Society, 1975, pp. 129—164; і книгу Algebraic geometry, Springer-Verlag, Berlin and New York, 1977.
- 1979: Джозеф Кон[en] за його фундаментальну статтю Harmonic integrals on strongly convex domains. I, II, Annals of Mathematics, Series 2, volume 78 (1963), pp. 112—248 and volume 79 (1964), pp. 450—472.
- 1979: Саломон Бохнер за його кумулятивний вплив на галузі теорії ймовірностей, аналізу Фур'є, кількох комплексних змінних і диференціальної геометрії
- 1979: Ганс Леві за три фундаментальні статті: On the local character of the solutions of an atypical linear differential equation in three variables and a related theorem for regular functions of two complex variables, Annals of Mathematics, Series 2, volume 64 (1956), pp. 514—522; An example of a smooth linear partial differential equation without solution, Annals of Mathematics, Series 2, volume 66 (1957), pp. 155—158; On hulls of holomorphy, Communications on Pure and Applied Mathematics, volume 13 (1960), pp. 587—591.
- 1976, 1977, 1978: премію не присуджували.
- 1975: Джордж Макі за його статтю Ergodic theory and its significance for statistical mechanics and probability theory, Advances in Mathematics, volume 12 (1974), pp. 178—286.
- 1975: Герберт Лоусон[en] за статтю Foliations, Bulletin of the American Mathematical Society, volume 80 (1974), pp. 369—418.
- 1975: Ліпман Берс[en] за його статтю Uniformization, moduli, and Kleinian groups, Bulletin of the London Mathematical Society, volume 4 (1972), pp. 257—300.
- 1975: Мартін Девіс за статтю Hilbert's tenth problem is unsolvable, American Mathematical Monthly, volume 80 (1973), pp. 233—269.
- 1975: Джозеф Тейлор за статтю Measure algebras, CBMS Regional Conference Series in Mathematics, Number 16, American Mathematical Society, 1972.
- 1972: Едвард Кертіс[en] за статтю Simplicial homotopy theory, Advances in Mathematics, volume 6 (1971), pp. 107—209.
- 1972: Вільям Еллісон за статтю Waring's problem, American Mathematical Monthly, volume 78 (1971), pp. 10–36.
- 1972: Лоренс Пейн за статтю Isoperimetric inequalities and their applications, SIAM Review, volume 9 (1967), pp. 453—488.
- 1972: Дана Скотт за статтю A proof of the independence of the continuum hypothesis, Mathematical Systems Theory, volume 1 (1967), pp. 89–111.
- 1971: Джеймс Каррелл[en] за статтю, написану разом з Жаном Дєдонне, Invariant theory, old and new, Advances in Mathematics, volume 4 (1970), pp. 1–80.
- 1971: Жан Д'єдонне за статтю Algebraic geometry, Advances in Mathematics, volume 3 (1969), pp. 223—321, і статтю, написану у співавторстві з Джеймсом Карреллом[en], Invariant theory, old and new, Advances in Mathematics, volume 4 (1970), pp. 1–80.
- 1971: Філіпп Гріффітс[en] за статтю Periods of integrals on algebraic manifolds, Bulletin of the American Mathematical Society, volume 76 (1970), pp. 228—296.
- 1970: Соломон Лефшец за статтю A page of mathematical autobiography, Bulletin of the American Mathematical Society, volume 74 (1968), pp. 854—879.

## Лауреати премії з 1993 року

### Номінація «За видатні досягнення протягом усієї кар'єри»
Премію Стіла за видатні досягнення протягом усієї кар'єри присуджують залежно від сукупного впливу усіх математичних робіт номінанта, рівня досліджень протягом певного періоду часу, впливу на розвиток конкретної галузі математики та впливу на математику учнів.
- 2024: Хаїм Брезіс[en]
- 2023: Ніколас Кац[en]
- 2022: Річард Стенлі[en]
- 2021: Спенсер Блох[en]
- 2020: Карен Уленбек
- 2019: Джефф Чигер
- 2018: Жан Бурген
- 2017: Джеймс Артур[en]
- 2016: Баррі Саймон
- 2015: Віктор Кац
- 2014: Філіпп Гріффітс[en]
- 2013: Яків Синай
- 2012: Іво Бабушка[en]
- 2011: Джон Мілнор
- 2010: Вільям Фултон[en]
- 2009: Луїс Каффареллі
- 2008: Джордж Люстиґ
- 2007: Генрі Маккін[en]
- 2006: Фредерік Герінг[en], Денніс Салліван
- 2005: Ізраїль Гельфанд
- 2004: Кетлін Моравец
- 2003: Рональд Грем, Віктор Гійємін[en]
- 2002: Майкл Артін[en], Еліас Стейн[en]
- 2001: Гаррі Кестен[en]
- 2000: Ізадор Зінгер[en]
- 1999: Річард Кедісон[en]
- 1998: Натан Джекобсон[en]
- 1997: Ральф Філліпс[en]
- 1996: Горо Шимура
- 1995: Джон Тейт[en]
- 1994: Луїс Ніренберг
- 1993: Євген Динкін

## Номінація «За математичний виклад»
Премію Стіла «За математичний виклад» присуджують за певну книгу, оглядову статтю чи дослідницьку роботу, де об'ємно і систематично викладаються результати, отримані у галузі математики.
- 2024: Бенсон Фарб[en] і Ден Маргаліт[en]
- 2023: Лоренс Еванс[en]
- 2022: Айсе Йоган де Йонг[en]
- 2021: Нога Алон і Джоел Спенсер[en]
- 2020: Мартін Брідсон[en] і Андре Гефлігер[en]
- 2019: Філіпп Флажоле[en] (посмертно) і Роберт Седжвік[en]
- 2018: Мартін Айгнер[en] і Гюнтер Ціглер[en]
- 2017: Дуза Макдафф[en] і Дітмар Саламон[en]
- 2016: Девід Кокс[en], Джон Літтл і Донал О'Ші[en]
- 2015: Роберт Лазарсфельд[en]
- 2014: Дмитро Бураго, Юрій Бураго, Сергій Іванов
- 2013: Джон Гукенхеймер[en], Філіп Голмс[en]
- 2012: Майкл Ашбахер[en], Річард Ліонс[en], Стівен Сміт, Рональд Соломон[en]
- 2011: Генрик Іванец
- 2010: Девід Ейзенбад[en]
- 2009: Ян Макдональд[en]
- 2008: Ніл Трудінгер[en]
- 2007: Девід Мамфорд
- 2006: Ларс Германдер
- 2005: Бранко Ґрюнбаум
- 2004: Джон Мілнор
- 2003: Джон Гарнетт[en]
- 2002: Іцхак Кацнельсон[en]
- 2001: Річард Стенлі[en]
- 2000: Джон Конвей
- 1999: Серж Ленг
- 1998: Джозеф Сільверман[en]
- 1997: Ентоні Кнапп[en]
- 1996: Брюс Берндт[en], Вільям Фултон[en]
- 1995: Жан-П'єр Серр
- 1994: Інгрід Добеші
- 1993: Волтер Рудін[en]

## Номінація «За плідний внесок у дослідження»
Премію Стіла за плідний внесок у дослідження присуджують за статтю, яка має фундаментальне чи неперехідне значення для деякої галузі математики або є взірцем для багатьох досліджень. Починаючи з 1994 року, конкретні галузі математики чергуються з циклом у п'ять років; наприклад, премію 2001 року присуджували у галузі прикладної математики, 2002 року — геометрії і топології, 2003 року — логіки і дискретної математики, 2004 року — аналізу і 2005 року — алгебри.
- 2024: Йожеф Балог[en], Роберт Морріс[en], Войцех Самотій[en]; David Saxton, Andrew Thomason
- 2023: Петер Кронгеймер[en] і Томаш Мрувка[en]
- 2022: Мішель Гоманс[en] і Девід Вільямсон[en]
- 2021: Мюррей Герстенгабер[en]
- 2020: Крейг Трейсі[en] і Гарольд Відом[en]
- 2019: Харузо Хіда[en]
- 2018: Сергій Фомін[en] і Андрій Зелевінський[en]
- 2017: Леон Саймон[en]
- 2016: Ендрю Майда[en]
- 2015: Ростислав Григорчук
- 2014: Луїс Каффареллі, Роберт Кон[de], Луїс Ніренберг
- 2013: Сахарон Шелах[en]
- 2012: Вільям Терстон
- 2011: Інгрід Добеші
- 2010: Роберт Грайс[en]
- 2009: Річард Гамільтон
- 2008: Ендре Семереді
- 2007: Карен Уленбек
- 2006: Кліффорд Гарднер[en], Джон Морган Грін[en], Мартін Крускал, Роберт Міура[en]
- 2005: Роберт Ленглендс
- 2004: Лоренс Еванс[en], Микола Крилов[ru]
- 2003: Рональд Дженсен[en], Майкл Морлі[en]
- 2002: Марк Горескі[en], Роберт Макферсон[en]
- 2001: Леслі Грінгард[en], Володимир Рохлін
- 2000: Баррі Мазур[en]
- 1999: Майкл Крандалл[en], Джон Неш
- 1998: Герберт Вілф[en], Дорон Зельбергер[en]
- 1997: Михайло Леонідович Громов
- 1996: Деніел Струк[en], Срініваса Варадхан[en]
- 1995: Едвард Нельсон[en]
- 1994: Луї де Бранж[en]
- 1993: Джордж Мостоу[en]